# Ellé
Der Ellé (bretonisch: Ele) ist ein Küstenfluss in der französischen Region Bretagne. Er entspringt im Gemeindegebiet von Glomel, entwässert generell Richtung Süd bis Südwest und mündet nach rund 76 Kilometern bei Le Pouldou, Gemeinde Clohars-Carnoët, und Guidel-Plages, Gemeinde Guidel, in den Atlantischen Ozean. In seinem Mündungsabschnitt ist der Fluss bereits von den Gezeiten beeinflusst und bildet einen etwa 17 Kilometer langen Ästuar, der auch unter dem Namen Laïta bekannt ist.  
Auf seinem Weg durchquert der Ellé die Départements Côtes-d’Armor, Morbihan und Finistère.

## Orte am Fluss
- Plouray
- Le Faouët
- Locunolé
- Arzano
- Quimperlé
- Le Pouldou, Gemeinde Clohars-Carnoët
- Guidel-Plages, Gemeinde Guidel

## Sehenswürdigkeiten
- Felsformation Roche du Diable bei Locunolé
- Ästuar Laïta